# Campeonato Europeo de Ciclismo en Pista de 2026
El XVII Campeonato Europeo de Ciclismo en Pista se celebrará en Konya (Turquía) en el año 2026 bajo la organización de la Unión Europea de Ciclismo (UEC) y la Federación Turca de Ciclismo.